# Gongnizhao
Gongnizhao (kinesiska: 公尼召, 公尼召乡) är en socken i Kina. Den ligger i den autonoma regionen Inre Mongoliet, i den norra delen av landet, omkring 230 kilometer sydväst om regionhuvudstaden Hohhot.
Genomsnittlig årsnederbörd är 583 millimeter. Den regnigaste månaden är juli, med i genomsnitt 181 mm nederbörd, och den torraste är januari, med 1 mm nederbörd.